# Воля-Тломакова
Воля-Тломакова (пол. Wola Tłomakowa) — село в Польщі, у гміні Ґощанув Серадзького повіту Лодзинського воєводства.
Населення — 250 осіб (2011).
У 1975-1998 роках село належало до Серадзького воєводства.

## Демографія
Демографічна структура станом на 31 березня 2011 року:
|          | Загалом | Допрацездатний вік | Працездатний вік | Постпрацездатний вік |
| -------- | ------- | ------------------ | ---------------- | -------------------- |
| Чоловіки | 125     | 29                 | 76               | 20                   |
| Жінки    | 125     | 29                 | 53               | 43                   |
| Разом    | 250     | 58                 | 129              | 63                   |